# Szwecja na Letnich Igrzyskach Olimpijskich 2008
Szwecję na Letnich Igrzyskach Olimpijskich 2008 reprezentowało 134 zawodników w 20 dyscyplinach.
Był to 25. start reprezentacji Szwecji na letnich igrzyskach olimpijskich. Szwecja uczestniczyła we wszystkich igrzyskach olimpijskich czasów nowożytnych z wyjątkiem 1904 roku.

## Zdobyte medale
| Medal  | Zawodnik                       | Dyscyplina        | Konkurencja                       |
| ------ | ------------------------------ | ----------------- | --------------------------------- |
| Srebro | Emma Johansson                 | Kolarstwo szosowe | wyścig ze startu wspólnego kobiet |
| Srebro | Gustav Larsson                 | Kolarstwo szosowe | indywidualna na czas mężczyzn     |
| Srebro | Rolf-Göran Bengtsson           | Jeździectwo       | skoki indywidualnie               |
| Srebro | Simon Aspelin Thomas Johansson | Tenis ziemny      | gra podwójna mężczyzn             |
| Brąz   | Anders Ekström Fredrik Lööf    | Żeglarstwo        | star                              |